# 笑い飯・千鳥の舌舌舌舌
『笑い飯・千鳥の舌舌舌舌』（わらいめし・ちどりのベロベロタンタン）は、2009年4月7日から2013年4月30日まで、毎週火曜日の22:00 - 22:54にサンテレビジョンで放送されていたトークバラエティ番組である。略称『ベロタン』。
笑い飯と千鳥が毎回1組のゲストを呼んで、トークを行う番組で、MCは毎回1人が交代して行う。2011年4月12日放送分よりハイビジョン放送となった。神戸・新長田にある「SITE KOBE」→「ArtTheater dB Kobe」（アスタくにづか4番館）で公開収録が行われた。
千鳥が東京での仕事が多忙となったため、2013年5月7日からは後番組『笑い飯のおもしろテレビ』が開始され、引き続き笑い飯が出演する。

## 出演
- 笑い飯（西田幸治・哲夫）
- 千鳥（大悟・ノブ）

## 制作・著作
サンテレビ、よしもとクリエイティブエージェンシー